# Alfie Biggs
Alfred George Biggs, plus connu sous le nom d'Alfie Biggs (né le 8 février 1936 à Bristol en Angleterre du Sud-Ouest et mort le 20 avril 2012 à Poole dans le Dorset), est un joueur de football anglais qui évoluait au poste d'attaquant.

## Biographie
Avec le club des Bristol Rovers, il joue un total de 463 matchs, inscrivant 197 buts.

## Palmarès
| Bristol Rovers - Championnat d'Angleterre D3 : - Meilleur buteur : 1963-64 (30 buts). |  | Swansea Town - Coupe du pays de Galles : - Finaliste : 1968-69. |